# Aéroport de Trapani
L’aéroport de Trapani (en italien : Aeroporto di Trapani-Birgi) est un aéroport militaire, ouvert au trafic civil, situé à 15 km au sud de Trapani, en Sicile (code IATA : TPS • code OACI : LICT), également connu sous le nom d’aéroport Vincenzo Florio. Il a accueilli 1 470 508 passagers en 2011, ce qui en fait le troisième aéroport de Sicile.
Est ainsi une base aérienne de l'Aeronautica militare (Aeroporto militare "Livio Bassi"), et de l'OTAN.

## Situation

### Carte des aéroports en Italie
| \| 100 km1:7 506 000 \| Abruzzes Alghero Ancône Bari Bergame Bologne Bolzano Brescia Brindisi Cagliari Catane Comiso Grosseto Coni Elbe Florence Foggia Gênes Lamezia Terme Lampedusa Milan L. Milan M. Naples Olbia Palerme Pantelleria Parme Pérouse Pise Reggio de Calabre Rimini Rome C. Rome F. Salerne Trapani Trévise Trieste Turin Venise Vérone |
| 100 km1:7 506 000 |

## Compagnies et destinations
| Compagnies              | Destinations |
| ----------------------- | --- |
| AeroItalia              | En saison : Forlì |
| AlbaStar                | - Ancône-Falconara, - Brindisi Papola/Casale, - Naples-Capodichino, - Parme, - Pérouse-Sant'Egidio, - Trieste/Frioul |
| Corendon Dutch Airlines | En saison : Amsterdam, Maastricht-Aix-la-Chapelle |
| Danish Air Transport    | Pantelleria |
| Ryanair                 | - Bergame-Orio al Serio, - Bologne-Borgo Panigale, - Malte, - Naples-Capodichino, - Pise-Galileo Galilei, - Rome Léonard-de-Vinci/Fiumicino, - Turin S.-Pertini (Caselle), - Trévise-Sant'Angelo En saison : - Abruzzes, - Billund, - Bratislava-M. R. Štefánik, - Charleroi Bruxelles-Sud, - Francfort-Hahn, - Karlsruhe/Baden-Baden, - Katowice-Pyrzowice, - Londres-Stansted, - Manchester, - Porto-F. Sá-Carneiro, - Riga, - Séville-San Pablo, - Toulouse-Blagnac, - Varsovie-Modlin (Mazovie), - Weeze |

Actualisé le 17/01/2023.

## Statistiques
Pour des raisons techniques, il est temporairement impossible d'afficher le graphique qui aurait dû être présenté ici.

Voir la requête brute et les sources sur Wikidata.